# Philipp Ludwig III. (Hanau-Münzenberg)
Philipp Ludwig III. (* 16. Novemberjul. / 26. November 1632greg. in Hanau; † 12. November 1641 in Den Haag) war der letzte „regierende“ Graf aus der Hauptlinie des Hauses Hanau-Münzenberg.

## Kindheit
Philipp Ludwig wurde als ältester Sohn des Grafen Philipp Moritz von Hanau-Münzenberg und der Prinzessin Sibylle Christine von Anhalt-Dessau am 16/26. November 1632 in Hanau geboren und am 3./13. Januar 1633 dort getauft.
1634 blieb der gräflichen Familie aufgrund der politischen Lage im Dreißigjährigen Krieg nichts anderes übrig, als zu fliehen, erst nach Metz, dann über Châlons, Rouen und Amsterdam zur oranisch-nassauischen Verwandtschaft in Den Haag und Delft. Auch als es Graf Philipp Moritz 1637 gelang, wieder in die Grafschaft Hanau-Münzenberg zurückzukehren, ließ er aus Gründen der Sicherheit seinen Sohn in den Niederlanden bei dessen Großmutter, Fürstin Katharina Belgica.
Philipp Ludwig III. trat 1638, noch minderjährig, die Nachfolge seines bereits im Alter von 33 Jahren verstorbenen Vaters unter der wohl durch Testament des Vaters und durch das Reichskammergericht angeordneten alleinigen Vormundschaft seiner Mutter an. Dieser gelang es, im Gegensatz zu ihren Vorgängern in der Regierung, ein entspanntes Verhältnis zur Nebenlinie des Hauses, Hanau-Münzenberg-Schwarzenfels, zu unterhalten.

## Tod
Philipp Ludwig III. starb als letzter männlicher Vertreter der Hauptlinie Hanau-Münzenberg bereits im Alter von acht Jahren am 12. November 1641 in Den Haag an den Röteln. Seine Geschwister waren bereits alle vor ihm verstorben. Nachfolger wurde Graf Johann Ernst aus der Seitenlinie Hanau-Münzenberg-Schwarzenfels. Dieser war ein Neffe des Großvaters des Verstorbenen, des Grafen Philipp Ludwig II. von Hanau-Münzenberg.
Endgültig beigesetzt wurde Philipp Ludwig, nachdem seine Leiche auf dem Wasserweg überführt worden war, am 18. Februar 1646 in der Gruft der Marienkirche in Hanau zusammen mit seinem inzwischen ebenfalls verstorbenen Nachfolger und dessen Mutter, Ehrengard von Isenburg. Sein Zinnsarg wurde in den napoleonischen Kriegswirren 1812 gestohlen, die Leiche zusammen mit dem Inhalt anderer geraubter Särge in einem Gemeinschaftssarg erneut beigesetzt.

## Vorfahren
| Ahnentafel Graf Philipp Ludwig III. von Hanau-Münzenberg | Ahnentafel Graf Philipp Ludwig III. von Hanau-Münzenberg                                                         | Ahnentafel Graf Philipp Ludwig III. von Hanau-Münzenberg                                                         | Ahnentafel Graf Philipp Ludwig III. von Hanau-Münzenberg                                                       | Ahnentafel Graf Philipp Ludwig III. von Hanau-Münzenberg                                                       | Ahnentafel Graf Philipp Ludwig III. von Hanau-Münzenberg | Ahnentafel Graf Philipp Ludwig III. von Hanau-Münzenberg |
| -------------------------------------------------------- | --- | --- | --- | --- | -------------------------------------------------------- | -------------------------------------------------------- |
| Urgroßeltern                                             | Philipp Ludwig I. von Hanau-Münzenberg (* 1553; † 1580) ⚭ Magdalene von Waldeck (* 1558; † 1599)                 | Wilhelm I. von Oranien-Nassau (* 1533; † 1584) 3. ⚭ Charlotte von Bourbon-Montpensier (* 1546; † 1582)           | Joachim Ernst von Anhalt-Zerbst-Bernburg und Köthen (* 1536; † 1586) 1. ⚭ Agnes von Barby (* 1540; † 1569)     | Johann Kasimir von Pfalz-Simmern (* 1543; † 1592) ⚭ Elisabeth von Sachsen (* 1552; † 1590)                     |                                                          |                                                          |
| Großeltern                                               | Philipp Ludwig II. von Hanau-Münzenberg (* 1576; † 1612) ⚭ Katharina Belgica von Oranien-Nassau (* 1578; † 1640) | Philipp Ludwig II. von Hanau-Münzenberg (* 1576; † 1612) ⚭ Katharina Belgica von Oranien-Nassau (* 1578; † 1640) | Johann Georg I. von Anhalt-Dessau (* 1567; † 1618) ⚭ Dorothea von Pfalz-Simmern (* 1581; † 1631)               | Johann Georg I. von Anhalt-Dessau (* 1567; † 1618) ⚭ Dorothea von Pfalz-Simmern (* 1581; † 1631)               |                                                          |                                                          |
| Eltern                                                   | Philipp Moritz von Hanau-Münzenberg (* 1605; † 1638) ⚭ 1. Sibylle Christine von Anhalt-Dessau (* 1603; † 1686)   | Philipp Moritz von Hanau-Münzenberg (* 1605; † 1638) ⚭ 1. Sibylle Christine von Anhalt-Dessau (* 1603; † 1686)   | Philipp Moritz von Hanau-Münzenberg (* 1605; † 1638) ⚭ 1. Sibylle Christine von Anhalt-Dessau (* 1603; † 1686) | Philipp Moritz von Hanau-Münzenberg (* 1605; † 1638) ⚭ 1. Sibylle Christine von Anhalt-Dessau (* 1603; † 1686) |                                                          |                                                          |
| Philipp Ludwig III.                                      | | | | |                                                          |                                                          |

Zur Familie vgl. Hauptartikel: Hanau (Adelsgeschlecht)